# The Fray (musikalbum)
The Fray är det andra musikalbumet av The Fray, utgivet i USA den 3 februari 2009. Det släpptes i Sverige den 25 mars 2009.
Det innehåller 10 låtar, samtliga med det klassiska pianorock-soundet som gjort dem kända. De första singlarna som släpptes från skivan var You Found Me och Never Say Never.

## Låtlista
1. "Syndicate" - 3:32
2. "Absolute" - 3:47
3. "You Found Me" - 4:04
4. "Say When" - 5:02
5. "Never Say Never" - 4:16
6. "Where the Story Ends" - 3:57
7. "Enough for Now" - 4:14
8. "Ungodly Hour" - 5:04
9. "We Build Then We Break" - 3:48
10. "Happiness" - 5:22